# 比铜钳
比铜钳，东汉初年西羌中烧何羌部的女首领。
比铜钳据说年龄已经百余岁，为人多智谋。深得族人尊敬信任。东汉初年，卢水胡一支向湟水流域发展，进逼烧何羌部，建武中元二年（57年）她率领部落依附汉朝郡县。不久，因为部民有人犯法，她被临羌县（今青海省湟中县）县长拘捕，部众六七百人被杀，羌人对官府非常怨恨。东汉朝廷得知，汉明帝令临羌县释放比铜钳，送医药看视抚养，使她再带领部落。